# 저지 쇼어

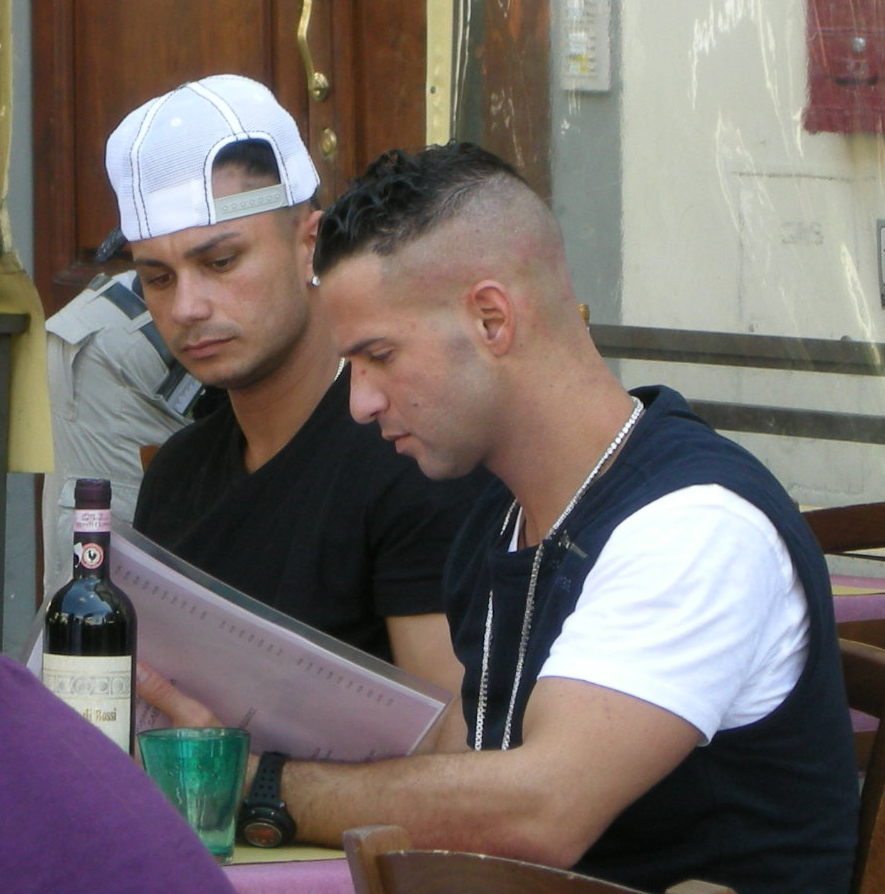

저지 쇼어(Jersey Shore)는 미국의 리얼리티 프로그램으로, 2009년 12월 3일부터 2012년 12월 20일까지 방송되었다.